# Ongelijkheidsteken
Het is-niet-gelijk-aan-teken of ongelijkheidsteken is het wiskundige symbool ≠ voor de ongelijkheidsrelatie, dat aangeeft dat de twee operanden aan weerszijden van het symbool niet gelijk zijn aan elkaar. Daarmee is dit symbool dus de tegenhanger van het bekendere isgelijkteken (=).
Drie voorbeelden: 
- appel ≠ peer
- 2 + 2 ≠ 7
- de uitdrukking 1x heeft alleen een reële waarde voor x ≠ 0 (zie delen door nul).

Het is-niet-gelijkteken is samengesteld uit het isgelijkteken met een schuine streep erdoorheen; ook in sommige andere wiskundige symbolen geeft een schuine streep een ontkenning aan. In Unicode heeft ≠ het hexadecimale volgnummer 2260 (U+2260).
Omdat ≠ niet op gewone toetsenborden voorkomt, gebruiken veel programmeertalen en andere computertoepassingen als alternatief een combinatie van twee tekens, bijvoorbeeld <> (groter of kleiner dan) of !=.